# PdZ
Pablo de Zea Chacón (Hospital Universitario La Paz, 6 de febrero de 2009), conocido artísticamente como PdZ es un rapero y compositor español.

## Biografía
Criado en Humanes de Madrid, se interesó rápidamente en el mundo audiovisual. En el colegio componía canciones de Rap. En el instituto comenzó con canciones del género drill y comenzó a subir sus canciones a YouTube, donde a pesar de no tener un buen recibimiento acumula más de 5 mil visualizaciones en total.
Ha colaborado con artistas como Gabi 309, Boleis o su primo Elviu.
Sus principales referecias en la música son Jarfaiter, El Jincho, Stromae o Bob Marley. 
Se caracteriza por una lírica explícita y ha abordado temas como el desamor, la drogadicción y la depresión.
Actualmente destaca por su aporte al género rap reggae con canciones como Hollyweed.